# Siam Shade III
Siam Shade III é o terceiro álbum de estúdio da banda japonesa Siam Shade, lançado em 2 de outubro de 1996.

## Desempenho comercial
Alcançou a 20ª posição na Oricon Albums Chart, ficando na parada por três semanas.

## Lista de Música
| # | Título                    | Letra              | Música |
| - | ------------------------- | ------------------ | ------ |
| 1 | Why Not?                  | Kazuma             | Kazuma |
| 2 | Lovesick -You Don't Know- | Hideki             | Hideki |
| 3 | Destination Truth         | Hideki             | Daita  |
| 4 | Cum With Me               | Hideki             | Daita  |
| 5 | Sin                       | Hideki             | Daita  |
| 6 | Pride                     | Kazuma             | Kazuma |
| 7 | Let it Go                 | Hideki             | Daita  |
| 8 | Dazed and Alone           | Hideki             | Hideki |
| 9 | Don't Tell Lies           | Hideki; Tim Jensen | Hideki |

## Single
- Why Not? é o terceiro single da banda Siam Shade, e o único retirado do álbum Siam Shade III, tendo sido lançado em 21 de Fevereiro de 1997

- - 01 Why not?
  - 02 I Believe
  - 03 Why not? (Original Karaoke)